# Akimiski
Akimiski è la maggiore isola della Baia di James (un'estensione verso sud-est della Baia di Hudson) in Canada.

## Geografia
L'isola fa parte dell'enorme Arcipelago artico canadese e, politicamente, della Regione di Qikiqtaaluk nel territorio federale del Nunavut anche se si trova a soli 19 km dall'Ontario.
Con un'area di 3.001 km² l'isola si colloca al 164º posto tra le isole più grandi del mondo ed è la 29ª per estensione tra le isole del Canada; non risulta essere permanentemente abitata. Akimiski è relativamente piatta, l'altezza media varia da 0 a 5 metri s.l.m..

## Clima
- Temperatura media annuale: 2,5 °C
- Precipitazioni medie: 450 mm
- Quantità di neve caduta media: 250 mm